# Gobernación de Abyan
La gobernación de Abyan (en árabe: أبين) es uno de los estados de Yemen. La región de Abyan fue históricamente parte del sultanato Fadhli. Es uno de los centros operativos del grupo terrorista Ejército islámico de Adén-Abyan y de Al Qaeda en Yemen.
- Datos: Q241774
- Multimedia: Abyan Governorate / Q241774